# Schizura mustelina
Schizura mustelina är en fjärilsart som beskrevs av Alpheus Spring Packard 1864. Schizura mustelina ingår i släktet Schizura och familjen tandspinnare. Inga underarter finns listade.